# بادگیر

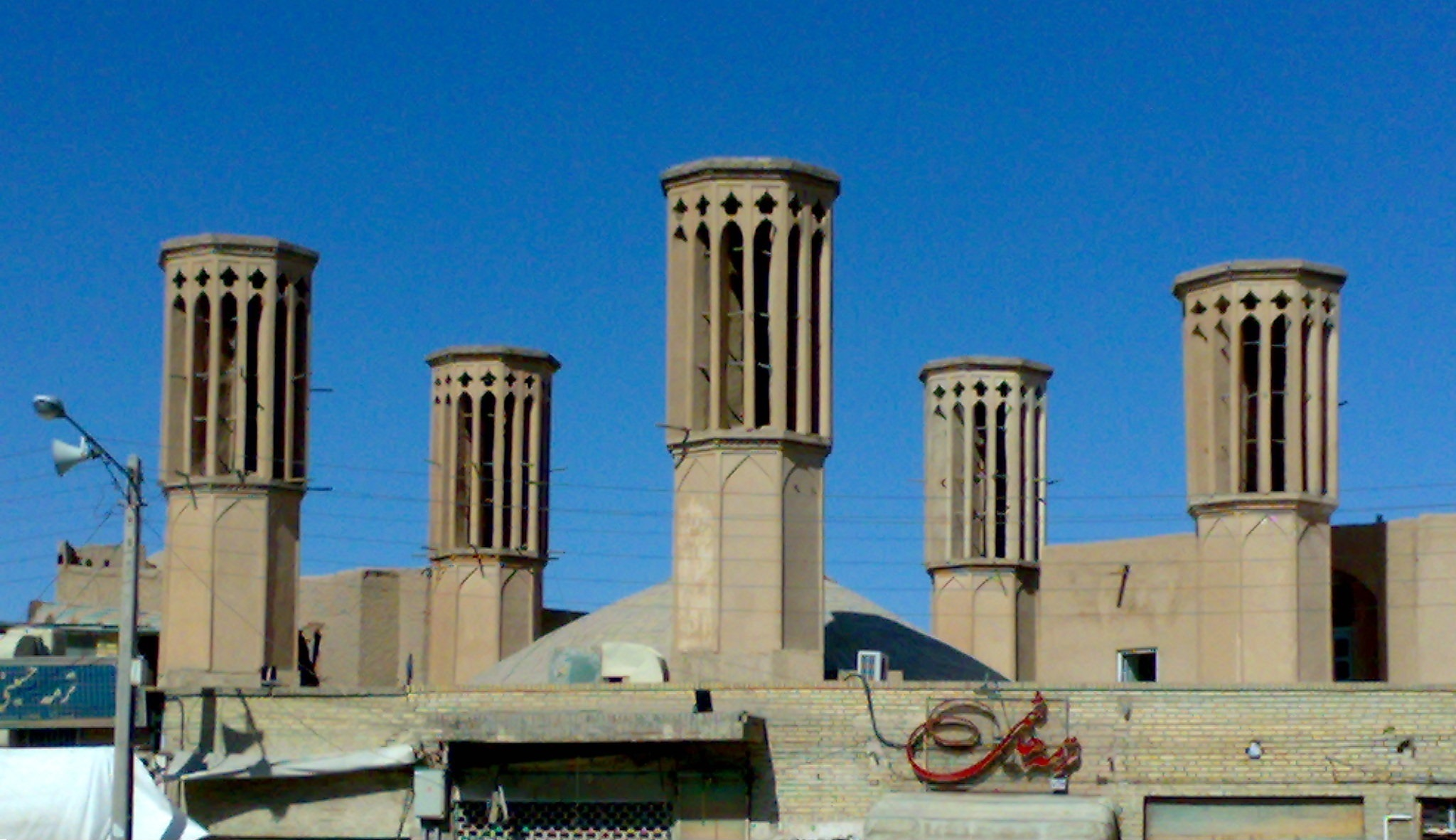
چند بادگیر در یزد

بادگیرها سازه‌هایی هستند که بر بام خانه‌ها ساخته می‌شوند و برای تهویه و خنک‌سازی فضای داخلی به‌کار می‌روند. بادگیر را همچنین بالای آب‌انبارها و دهانهٔ معدن‌ها برای
تهویه می‌سازند. در خانه‌ها هوای خنک از بادگیر که نوع ابتدایی تهویهٔ مطبوع به‌شمار می‌رود، به اتاق‌های طبقهٔ همکف یا زیرزمین‌ها فرستاده می‌شود. بادگیر از عناصر و سمبل‌های معماری ایرانی هستند، ولی امروزه در بسیاری از کشورهای خاورمیانه استفاده می‌شوند.

## پیشینه بادگیر
بادگیر از مظاهر و سمبل‌های تمدن ایرانی است دقیقاً معلوم نیست اولین بادگیر در کدام شهر ایران ساخته شده است.
استفاده از بادگیر از سال‌های بسیار قدیم در ایران متداول بوده است. بادگیرها با اشکال مختلف در شهرهای مرکزی و جنوب ایران ساخته شده که هر کدام بر حسب ارتفاع و جهت باد مطلوب طراحی و اجرا شده‌اند. تا قبل از اختراع کولر برقی و گسترش آن در شهرهای مختلف، از بادگیر در ابنیه مختلف مسکونی، مذهبی و خدماتی استفاده می‌شده است و هنوز هم می‌توان باقی‌مانده این بادگیرها را در اقلیم گرم خشک نواحی مرکزی مانند یزد، اردکان، کرمان، میبد، کاشان و در برخی مناطق گرم و مرطوب جنوب مانند بندر عباس، بندر لنگه، بوشهر مشاهده نمود.

## ساختار بادگیر دولت‌آباد
بادگیر معمولاً چهارگوش است و در دیوارهای چهارگانهٔ آن چند سوراخ تعبیه شده است. درون بادگیر با تیغه‌ها و جدارهایی که از خشت یا چوب و 

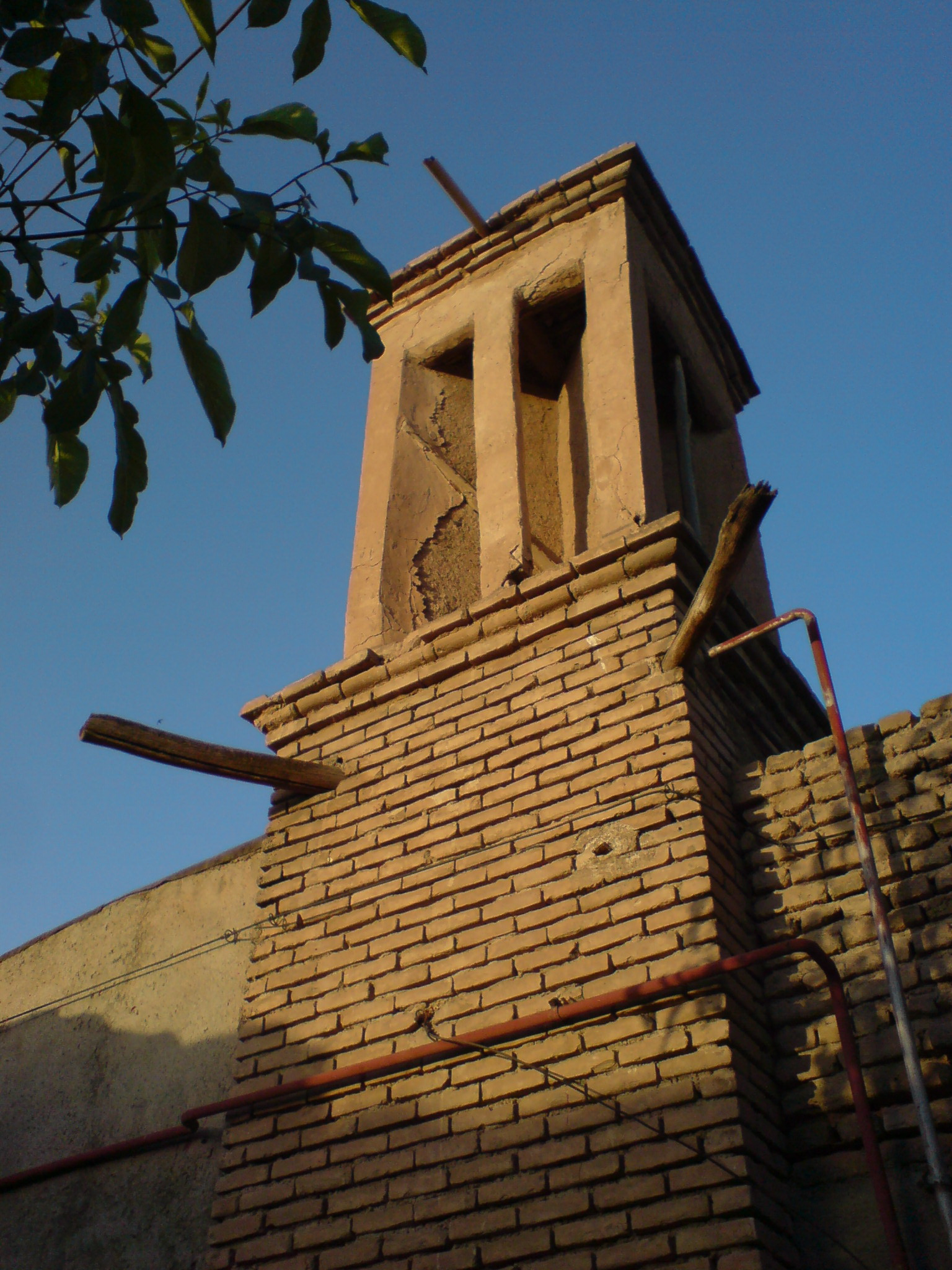
بادگیر در نیشابور؛ با اینکه آب و هوایی متفاوت با شهرهای کویری ایران دارد، در گذشته در آنجا از بادگیر استفاده می‌شده است

خشت ساخته شده است، به چند بخش تقسیم می‌شود.
معماران محلی برای ساختن بادگیر از پشت بام خانه و از جایی که مشرف به اتاق کوچکی است که برای بادگیر اختصاص داده‌اند با خشت یا آجر، تنوره بادگیر را با مقطع مستطیل می‌چینند تا به ارتفاع معینی برسد. سپس بالای این تنوره‌ها چهار دیواره را دو چوب به شکل ضربدر «×» می‌گذارند. به گونه‌ای که دو سمت هر چوب در دو زاویه مقطع قرار بگیرد و سپس دیوارهای سمت شرق و غرب و جنوب بادگیر را دو تا پنج و دو دهم متر بالا می‌آوردند. سپس در قسمت شمال که رو به باد «اصفهانی» است با نیم خشت یا آجر نیمه به عرض شش سانتی‌متر، روی تنور را تا ارتفاع معینی می‌چینند. ارتفاع این تیغه‌ها ۴۰ سانتی‌متر بلندتر از سایر دیوارهاست.
بادگیر در ساختمان‌هایی که دسترسی کمی به باد دارد می‌تواند باد بالای بام را به ساختمان بیاورد (سرمایش)
در بافت‌های متراکم با ساختمان‌های کوتاه دسترسی یکایک ساختمان‌ها به باد امری دشوار است زیرا ساختمان‌های رو به باد مانع دسترسی ساختمان‌های پشت به باد می‌گردند.

## کارکرد
اولین بادگیرها در یزد و کرمان خودنمایی کردند. سیستم کاری بادگیرها به این نحو می‌باشد که هوای جاری بیرون از خانه را به داخل خود می‌کشند و با تشت‌های آبی که درون آن‌ها تعبیه شده، هوا را خنک و سبک می‌کنند و به داخل خانه هدایت می‌کنند. بادگیر اعظم بازار برزگ کرمان، بادگیر باغ دولت‌آباد یزد، بادگیر چپقی سیرجان و بادگیرهای بندرعباس، بندرلنگه، قشم و سیستان از دیدنی‌ترین بادگیرهای ایران هستند.

### بادگیر و نقش انرژی خورشیدی در عملکرد آن
برخی مطالعات، نقش انرژی خورشیدی (و اختلاف دما در درون و بیرون خانه ناشی از تابش خورشید و رانش هوا ناشی از آن) را در عملکرد بادگیر ارائه نموده‌اند (سازوکاری فنیِ باستانی دارای شباهت با سازوکارهای مدرنِ دودکش خورشیدی و برج مکشی خورشیدی).

## بادگیر و ایران
بادگیر از مظاهر و سمبل‌های تمدن ایرانی است دقیقاً معلوم نیست اولین بادگیر در کدام شهر ایران ساخته شده ولی سفرنامه نویسان قرون وسطی بیشتر از بادگیرهای شهرهای کویری و گرم و خشک مانند یزد و گناباد و طبس، کرمان، بم و زاهدان نام برده‌اند کاریز و بادگیر و خانه‌های گنبدی بدون تردید از نمادهای تمدن ایرانی است هر سه کلمه به صورت معرب به زبان عربی نیز راه یافته قنات - بادجیر و بادگیر و قبه و قبعه معرب‌های فارسی کلمات فوق هستند.
شهر تاریخی یزد به شهر بادگیرها معروف است و به تحقیق، نسبت به سایر شهرهای مرکزی ایران دارای بیشترین تعداد و نوع بادگیر است
. در این شهر، مرتفع‌ترین بادگیر جهان یعنی بادگیر باغ دولت‌آباد به ارتفاع ۳۳٫۳۵ متر وجود دارد. بادگیرهای شهر کرمان و کاشان، زابل و بندر لافت و بندرلنگه و بندرعباس در هرمزگان نیز از بادگیرهای دیدنی ایران محسوب می‌شوند.

## انواع بادگیرها و معماری
بادگیرهای ایران به‌طور کلی به سه دسته تقسیم می‌شوند:
1. بادگیرهای اردکانی
2. بادگیرهای کرمانی
3. بادگیرهای یزدی
4. بادگیر اردکانی: این نوع بادگیر بیشتر در منطقه اردکان (یزد) دیده می‌شود و بنای آن نسبت به سایر انواع بادگیرها، تا حدی ساده و از لحاظ اقتصادی مقرون به صرفه است. به همین دلیل ممکن است برای هر اتاقی یک بادگیر بسازند.
5. بادگیر کرمانی: بادگیر کرمانی که ساده و تقریباً محقر است، به خانه‌های طبقه متوسط و پایین اختصاص دارد. ساختن این نوع بادگیر، از عهده هر بنایی بر می‌آید و مصالح عمده آن بیشتر خشت و گل است. کار این بادگیر تا حدودی نسبت به بادگیر اردکانی دقیق تر و ایده‌آل تر است؛ زیرا فشار باد به یک جهت موجب تخلیه سریع هوای گرم و آلوده از طرف دیگر می‌گردد. ضمناً بادگیر بیشتر آب‌انبارها را نیز به صورت بادگیر کرمانی درست می‌کنند تا از یک سمت آن، هوای خوش و مطبوع به سطح آب برسد و از طرف دیگرش، هوای گرم به بیرون برود.

۳. بادگیر یزدی: بادگیر یزدی که از سایر بادگیرها بزرگتر است، معمولاً چهار طرفه یا یا هشت طرفه ساخته می‌شود و به همین لحاظ این نوع بادگیر را در برخی مناطق، «بادگیر چهار طرفه» یا «چهار سویه» هم می‌نامند. البته ساختمان آن از نظر معماری، از سایر بادگیرها، مشکل‌تر و پیچیده‌تر بوده و ارتفاع آن معمولاً زیاد است
در شهر یزد تمامی بادگیرها مرتفع و چهار طرفه یا هشت طرفه هستند؛ ولی برعکس در شهر میبد (یزد) که در ۵۰ کیلومتری غرب شهر یزد است، بادگیرها کوتاه و یک طرفه هستند. این امر بدین خاطر است که در میبد، بادهای کویری، توأم با گرد و غبار از سمت کویر می‌وزد و اهالی مجبورند که بادگیرهای خود را پشت به این باد و در جهت باد مطلوب بسازند؛ ولی در یزد، چون بین دو رشته کوه قرار گرفته، بادهای کویری کمتر جریان دارد و می‌توان بادگیرهای مرتفع چند طرفه احداث نمود.

## معماری بادگیر
بادگیرها معمولاً یک طرفه، چهار طرفه یا هشت طرفه می‌باشند. در شهر یزد تمامی بادگیرها مرتفع و چهار طرفه یا هشت طرفه هستند؛ ولی برعکس در شهر میبد که در ۵۰ کیلومتری غرب شهر یزد است، بادگیرها کوتاه و یک طرفه هستند. این امر بدین خاطر است که در میبد، بادهای کویری، توأم با گرد و غبار از سمت کویر می‌وزد و اهالی مجبورند که بادگیرهای خود را پشت به این باد و در جهت باد مطلوب بسازند؛ ولی در یزد، چون بین دو رشته کوه قرار گرفته، بادهای کویری کمتر جریان دارد و می‌توان بادگیرهای مرتفع چند طرفه احداث نمود.

## طرز کار بادگیر
عملکرد بادگیر بدین صورت است که باد مطلوب را گرفته و آن را به داخل اتاق‌های اصلی ساختمان، آب‌انبار یا سرداب هدایت می‌کند. در بعضی از مساجد حاشیه کویر مانند مسجد قدیمی اردکان و مسجد جامع فیروز آباد در استان یزد، دریچه بادگیر درست در بالای محراب قرار دارد. به این ترتیب، باد مطلوب وارد بخش‌های مختلف ساختمان می‌گردد و باعث تهویه و خنکی آن می‌شود.
بعضی از بادگیرها هم از طریق جابجایی هوا و هم از طریق تبخیر این عمل را انجام می‌دهند. سیستم برودتی بادگیر باغ دولت‌آباد از طریق روش دوم است؛ بدین صورت که جریان هوا پس از ورود به داخل ساختمان از روی یک حوض سنگی کوچک و فواره رد می‌شود و سپس از آنجا به سایر اتاق‌ها هدایت می‌گردد اتاق زیر بادگیر که حوض و فواره در آن قرار دارد به صورت هشتی (هشت ضلعی) است و درهای متعددی در آن وجود دارد. در هر زمان که نیاز به خنک نمودن اتاق خاصی باشد، در بین آن اتاق و اتاق هشتی زیر بادگیر را باز می‌نمایند.
جهت تقویت عملکرد خنک‌سازی بادگیر و استفاده از برودت تبخیری از روش‌های دیگری نیز استفاده می‌شده است. به عنوان مثال، در شهر بم بادگیری وجود دارد که از ساختمان، حدود ۵۰ متر فاصله دارد و با یک کانال زیرزمینی به آن مرتبط است. در بالای این کانال، یک باغچه قرار دارد. بعد از آبیاری باغچه، رطوبت آن به دیوارهای کانال ارتباطی نفوذ می‌کند و نسیم بادی که از بادگیر به سمت ساختمان جریان دارد را خنک تر می‌نماید. در بعضی از موارد نیز در روی دهانه بادگیر، حصیر، سوفال یا بوته‌های خار قرار می‌دادند و روی آن آب می‌پاشیدند و بدین طریق رطوبت و برودت‌های هوای ورودی را افزایش می‌دادند. تا پیش از پیدایش یخچال برقی، در بسیاری از خانه‌ها، مواد غذایی را در محوطه زیر بادگیر نگاه می‌داشتند تا خنک بماند و دیر تر فاسد شود.

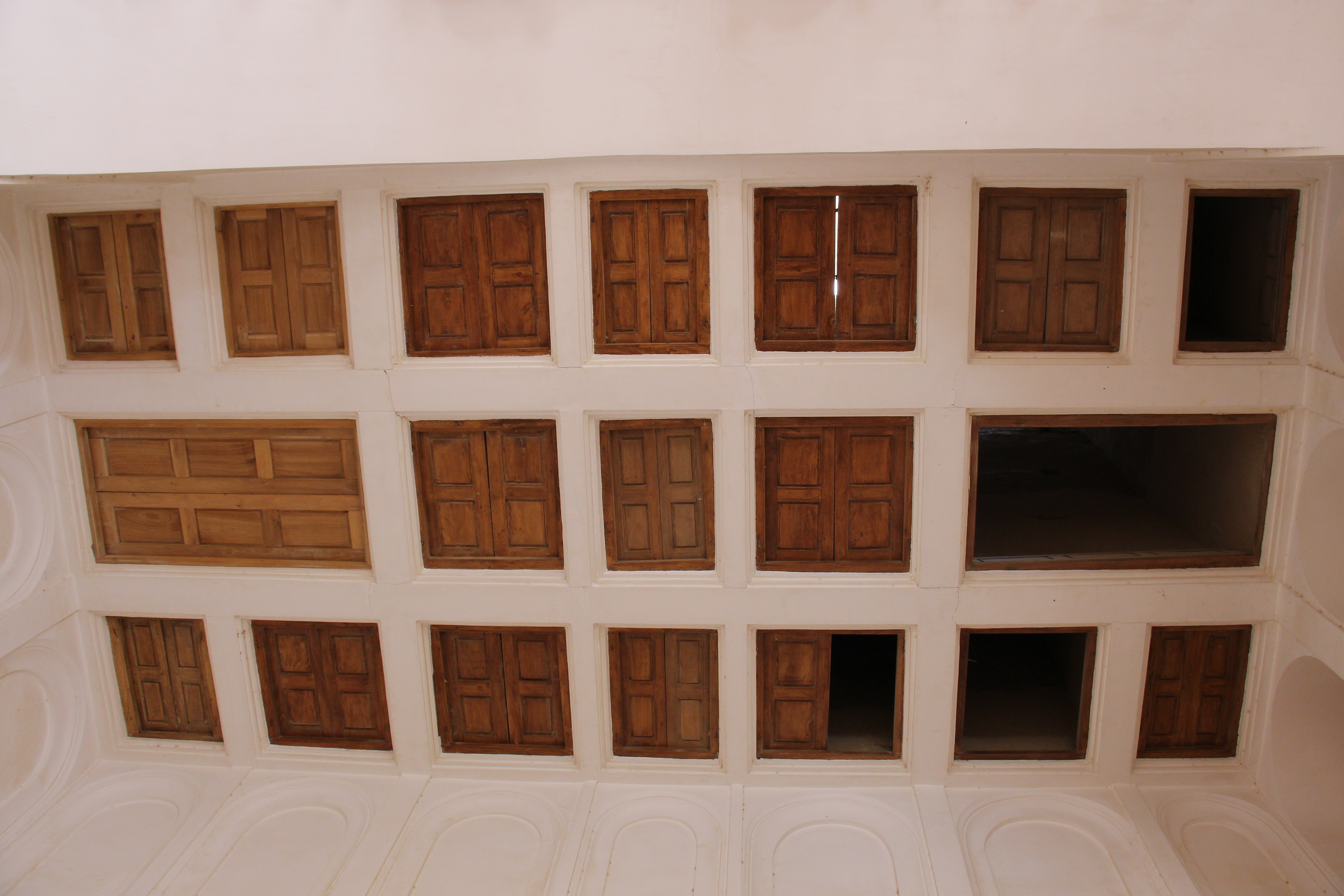
نمای زیرین بادگیر در خانه آقازاده ابرکوه. این بادگیر ۱۹ دریچه برای کنترل میزان گردش هوا دارد

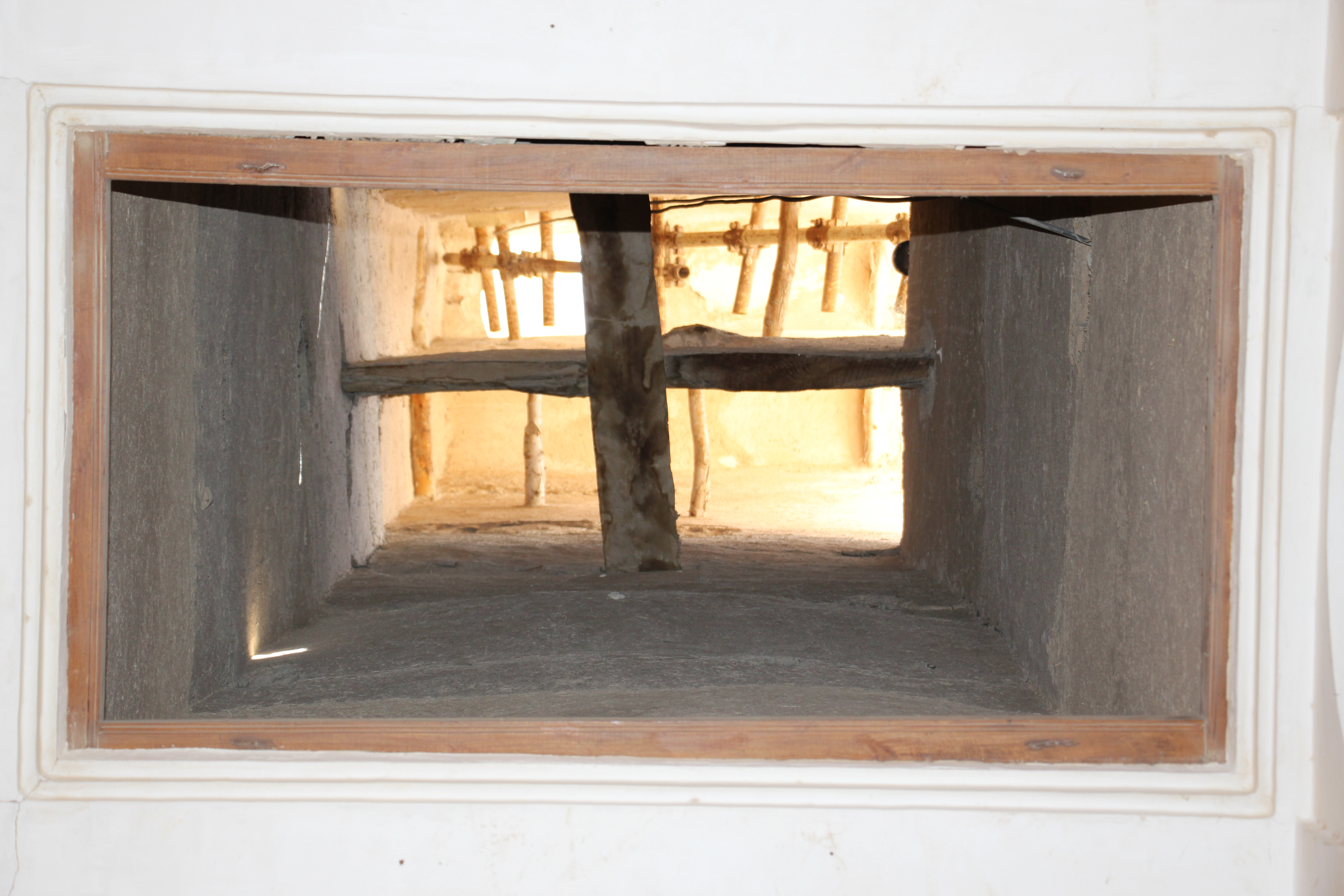
نمای درونی دریچه یک بادگیر در خانه آقازاده ابرکوه

### عملکرد فیزیکی
دربارهٔ نوع عملکرد بادگیرها در حقیقت دو نوع عملکرد اساسی وجود دارد
الف - عمل بر اساس اصل کشش دهانه‌های رو به باد و مکش دهانه‌های پشت به باد
طرز کار بادگیر اصولاً بر این پایه نهاده شده است که از وزش باد برای کشاندن هوای خوش به درون ساختمان و از عکس‌العمل نیروی آن یعنی مکش برای راندن هوای گرم و آلوده استفاده می‌شود. شاید این توضیح لازم نباشد که چون باد به مانع یا دیواره پره‌های درونی بادگیر برخورد ناچار به فرود آمدن می‌شود، ولی عرض این نکته لازم است که شکاف‌های دیگر بادگیر که پشت به جهت وزش باد دارند، هوای آلوده و گرم را به دست باد می‌سپارند و کار هواکش و دستگاه مکنده را انجام می‌دهند.
این نوع عملکرد بادگیر در حقیقت با توجه به این اصل صورت می‌گیرد که هنگامی گه باد به بدنه‌ای برخورد می‌کند، با توجه به تراکم بیشتر هوا در وجهی که مقابل باد قرار دارد، در این وجه فشار مثبت ایجاد شده و در وجه دیگر فشار منفی خواهیم داشت؛ بنابراین در صورت ایجاد بازشو در طرفین حرکت باد از فشار مثبت به فشار منفی را شاهد خواهیم بود. در بادگیرها نیز با توجه به همین اصل دهانه رو به باد هوا را به درون خود می‌کشد و به داخل ایوان می‌برد و هوای داخل ایوان با توجه به فشار منفی ایجاد شده در دهانه پشت به باد به بیرون کشیده می‌شود.
در برخی از مواقع با عبور دادن باد بادگیر از روی آب و سردخانه‌ها و با توجه به تبخیر سطحی، رطوبت لازم را نیز تأمین می‌نمایند. در مناطقی مانند مصر و هندوستان این عمل با قرار دادن کوزه پر از آب در مقابل مسیر باد صورت می‌گیرد.
ب- عمل بر اساس اختلاف دما:
اما به نظر می‌رسد آنچه که کمتر مورد توجه اهل فن در این زمینه می‌باشد. کار کردن بادگیر بر اساس اختلاف دمایی است. در حقیقت هنگامی که وزش بادی به صورت محسوس وجود ندارد بادگیر بر اساس همین اصل عمل می‌کند.
در روز با توجه به آفتاب خوردن وجه جنوبی بادگیر هوای موجود در وجه جنوبی بادگیر گرم می‌شود و به بالا می‌رود. این هوا به وسیله هوای داخل ایوان که به بالا کشیده می‌شود، جبران می‌گردد و در حقیقت نوعی خلأ نسبی داخل ایوان ایجاد می‌گردد که هوای خنک داخل حیاط را به درون خود می‌کشد. به همین ترتیب هوای موجود در دهانه شمالی نیز به پایین کشیده می‌شود.
در شب هوای بیرون سرد می‌شود، و به سمت پایین حرکت می‌نماید. این هوا در اثر حرارت ذخیره شده در دیواره‌ها گرم شده و به بالا می‌رود و این چرخه تا هنگامی که دمای دیوارها و هوای بیرون یکی شود ادامه می‌یابد؛ ولی به‌طور معمول پیش از رسیدن به این وضعیت شب تمام شده و دوباره بادگیر به نحوی که در بالا توضیح داده شد، عمل می‌کند.
به‌طور کلی در اکثر مواقع بادگیرها در حالتی بین حالاتی که توضیح داده شد عمل می‌کنند؛ یعنی هم بر اساس مکش و کشش و هم بر اثر تفاوت دمایی عمل می‌کند.

## خاصیت دودکشی بادگیر
از خصوصیات دیگر بادگیر می‌توان از اثر دودکش نام برد. در مواقعی که باد جریان نداشته باشد، هوای گرم داخل بنا صعود می‌کند و از طریق بادگیر به خارج بنا منتقل می‌شود و بدین صورت کماکان یک جریان هوا در داخل ساختمان برقرار می‌گردد هرچند که شدت آن کمتر از مواقعی است که باد در محیط خارج جریان داشته باشد.
اغلب بادگیرها، دارای چوب بست‌هایی هستند که دو طرف دهانه بادگیر را به هم متصل می‌کنند و انتهای این چوب بست‌ها از بدنه بادگیر بیرون می‌باشد.
این چوب بست‌ها جهت افزایش استحکام و مقاومت بادگیر در مقابل فشار باد است و به صورت کششی کار می‌کنند و نمی‌گذارند که پره‌های داخلی و بدنه بادگیر از یکدیگر جدا شوند. علت آنکه انتهای این چوب‌ها را نمی‌برند این است که در زمان تعمیر و مرمت بادگیر، داربست‌ها را به این چوب‌ها متصل می‌کنند و از روی داربست‌ها، تعمیرات لازمه را انجام می‌دهند.

## مشکلات بادگیرها و روش جلوگیری از آن
از جمله مشکلاتی که در رابطه با بادگیر وجود دارد این است که با وجود کلیه تمهیدات، باز هم مقداری گرد و غبار وارد فضای داخل بنا می‌شود. به علاوه، پرندگان، جانوران موذی و حشرات نیز از طریق مجرای بادگیر وارد فضای داخل می‌شوند. همچنین کنترل کامل مقدار جریان هوا و میزان رطوبت و برودت میسر نمی‌باشد.

## انواع بادگیر از حیث جهت
- بادگیر یک طرفه:

بادگیرها از لحاظ شکل بیرونی چند دسته هستنند. ساده‌ترین نوع بادگیر یک جناحی است و بسیار کوچک و محقر بر فراز محفظه‌ای مانند سوراخ بخاری در پشت بام ساخته می‌شود در این روش برای پرهیز از گزند گرد بادها و توفان‌های سهمگین، بادگیر را فقط در جهت بادها ی خنک و نسیم‌های مطبوع می‌سازند جبهه‌های دیگر آن را می‌بندند. در برخی موارد بادگیرها ی یک طرفه را پشت به بادها ی شدید و آزار دهنده می‌سازند و در واقع این بادگیر عملکرد تهویه و تخلیه هوا را انجام می‌دهد. ابعاد آن نسبت به سایر انواع کوچکتر وشکل آن اولیه تر است این مسیر مورب (که در بالای بام دیده می‌شود) پس از اتصال به کانال عمودی داخل دیوار و پنجره خروجی داخل ساختمان مانند بخاری در یک ضلع اتاق قرار می‌گیرد و تهویه را انجام می‌دهد. این نمونه بیشتر در مناطق سیستان و قسمتی از شهرها ی بم دیده می‌شود.
- بادگیر دو طرفه:

نوع دو طرفه که دارای دو وجه روبرو یکدیگر و با پنجره‌های بلند و باریک بدون حفاظ ساخته می‌شود و در قسمت داخلی ساختمان به شکل یک یا دو حفره در طاقچه دیده می‌شود این نمونه در سیرجان و به ندرت در کرمان دیده می‌شود.
- بادگیر سه طرفه:

سه جناحی است و دو نوع دارد، سه جناحی متصل و سه جناحی منفصل (اشکم دریده). در این نمونه می‌توان به تفکیک از یک یا دو یا سه جبهه استفاده کرد البته استفاده از این نوع بادگیر نادر است.
- بادگیر چهار طرفه:

باد گیرها ی چهار طرفه است که به شکل کامل و مفصل تر از انواع دیگر ساخته شده‌اند، و معمولاً داخل کانال‌ها ی آن با تیغه‌ها یی از آجر یا چوب یا گچ به چند قسمت تقسیم می‌شوند و بعضی از نمونه‌ها در زیر کانال بادگیر حوض به نسبت بزرگ و زیبایی می‌ساخته‌اند که هوای خشک و دارای گردو غبار پس از برخورد با آب با جذب رطوبت خنک و گرد غبار آن جدا و هوای اتاق (حوض خانه) در گرمای تابستان بسیار مطبوع می‌شده است. در مناطقی که امکان ایجاد حوض خانه در طبقه همکف وجود نداشته است آب قنات را در زیر زمین جاری و نمایان می‌کردند و امتداد کانال بادگیر نیز تا روی این جریان آب ادامه می‌یافته است. این فضاها (سرد آب‌ها) محل تجمع اهالی خانه در بعد از ظهرهای تابستان بوده است.
- بادگیر چند طرفه:

این نمونه در یزد، کرمان و بوشهر و… دیده می‌شود در شهرستان یزد و برخی از قسمت‌ها ی مرکز ایران بادگیرهای چند وجهی (معمولاً هشت وجهی و حتی گاهی مدور) معمول است که نوع پنجم بادگیرها را تشکیل می‌دهند.
- بادگیر چپقی:

بادگیر چپقی نوع ششم بادگیر است که به جای فضای مکعبی شکل خارجی، سازنده از ایجاد چند لولهٔ خم دار (زانو مانند) برای حجم خارجی بادگیر استفاده کرده است، اما کانال‌ها و قسمت‌ها ی داخلی مانند نمونه‌های چند طرفه است این نوع بادگیر تنها در سیرجان دیده شده است. نماسازی بادگیر خود از ویژگی‌های خاصی برخوردار است و در نهایت ظرافت به وسیلهٔ آجر کاری یا گچ بری ساخته می‌شود.

## نماسازی بادگیرها
نماسازی بادگیرها خود از ویژگی‌های خاصی برخوردار است و در نهایت ظرافت به وسیله آجرکاری یا گچ‌بری ساخته می‌شود. در این‌جا لازم است از بادگیر مضاعف، بادگیر دواشکوبه و بادگیر حفره‌ای نیز نام برد. در شیراز نیز بادگیرهایی کم و بیش دیده می‌شود که به عنوان نمونه می‌توان از بادگیر ارگ و آب‌انبار کریم‌خان زند یاد کرد.

## محل قرارگیری بادگیر
استفاده از بادگیرها به‌طور عمومی در دو نوع از ابنیه رواج دارد: آب‌انبارها و خانه‌ها.
- آب‌انبارها:

در آب‌انبارهای شهری با توجه به در نظر گرفتن جهت وزش باد مناسب از تعدادی بادگیر که تعداد آن‌ها تا هفت عدد در نوسان است، استفاده می‌شود؛ که در این حالت هر بادگیر با بادگیر مقابل خود به صورت کششی و مکشی کار می‌کنند. در آب‌انبارهای صحرایی به‌طور معمول یک بادگیر یک طرفه یا دو طرفه استفاده می‌شود. محل قرارگیری این بادگیرها در دور تا دور آب‌انبار و جهت آن‌ها رو به باد مناسب می‌باشد.
- خانه‌ها:

در مقوله خانه‌ها و محل قرارگیری بادگیرها به بررسی بادگیرهای خانه‌های شهر یزد می‌پردازیم. به‌طور عمومی بادگیرها محل قرارگیری بادگیرها با توجه به موقعیت تابستان نشین تعیین می‌شود و به همین دلیل اکثر بادگیرهای شهر یزد در ضلع جنوبی ساختمان‌ها و بر روی ایوان تابستان‌نشین قرار دارد.
البته موارد استثنایی چون خانه امامزاده‌ای یزد را می‌توان یافت که با توجه به قرارگیری تابستان‌نشین و زمستان نشین در طبقات باد گیر در ضلع شمالی خانه قرار دارد. اکثر این بادگیرها بادگیرهای چهار طرفه بلند می‌باشند.

## منحصربه‌فردترین بادگیرها

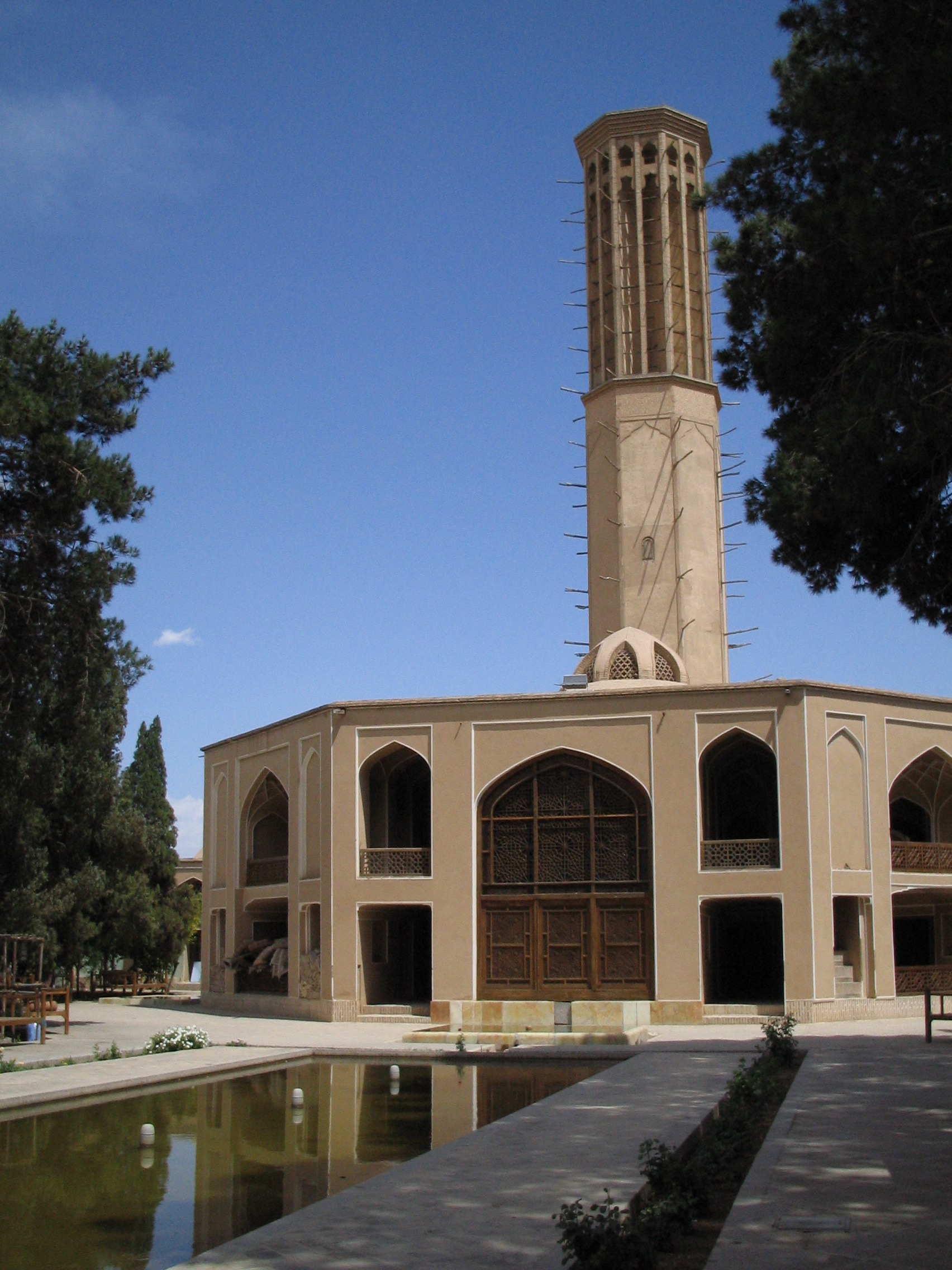
بادگیر باغ دولت‌آباد در یزد

- بادگیر هشت طرفهٔ باغ دولت‌آباد یزد:

بادگیر باغ دولت‌آباد یزد با ۳۳ متر ارتفاع بلندترین بادگیر جهان است. بادگیر ۸ طرفه این باغ با ارتفاع بلند در دنیا بی‌نظیر است.
برخی از کارشناسان معتقدند بادگیر خانه‌ها در یزد نمایانگر تشخص و منزلت اجتماعی صاحبان آن‌ها در گذشته بود؛ این موضوع از طریق ارتفاع و نوع تزئینات آن‌ها مشخص می‌شود.
- بادگیرهای حفره‌ای خانه بروجردی‌ها کاشان
- بادگیر سه طبقه و چهارطرفهٔ باغ صدری (نمیر) تفت
- بادگیر چپقی سیرجان
- بادگیرخانه و ساباط مستوفی در بشرویه
- بادگیر دو طبقه و هشت طرفهٔ باغ امیر در طبس
- بادگیر دو طبقه و چهار طرفهٔ خانهٔ آقازاده در ابرکوه
- بادگیر دو طبقه با سطح مقطع دایره‌ای در کاخ چهل ستون سرهنگ آباد[۸]

## نگارخانه

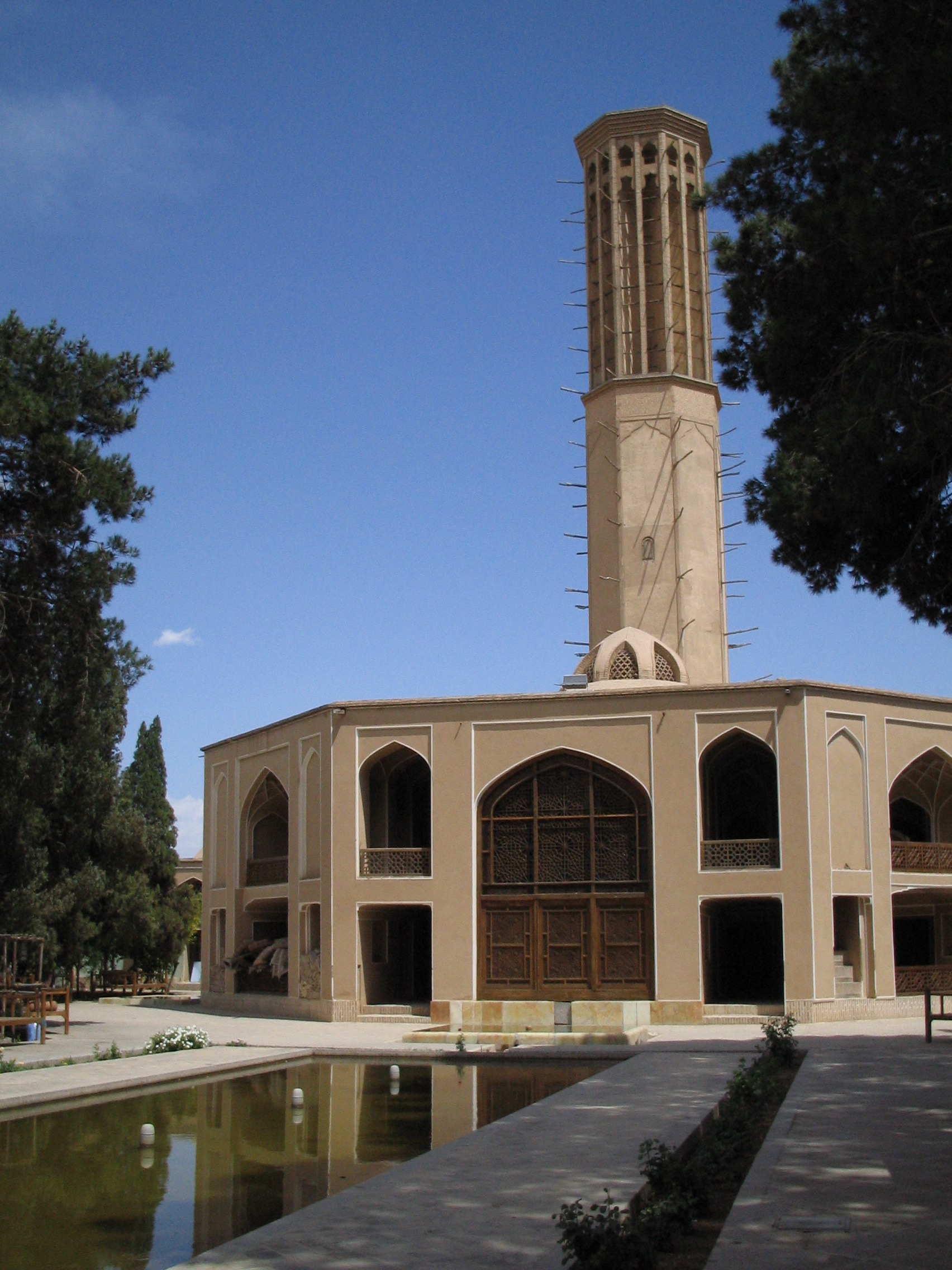
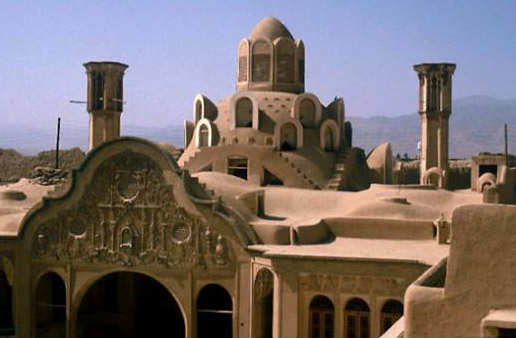
خانه بروجردی‌ها
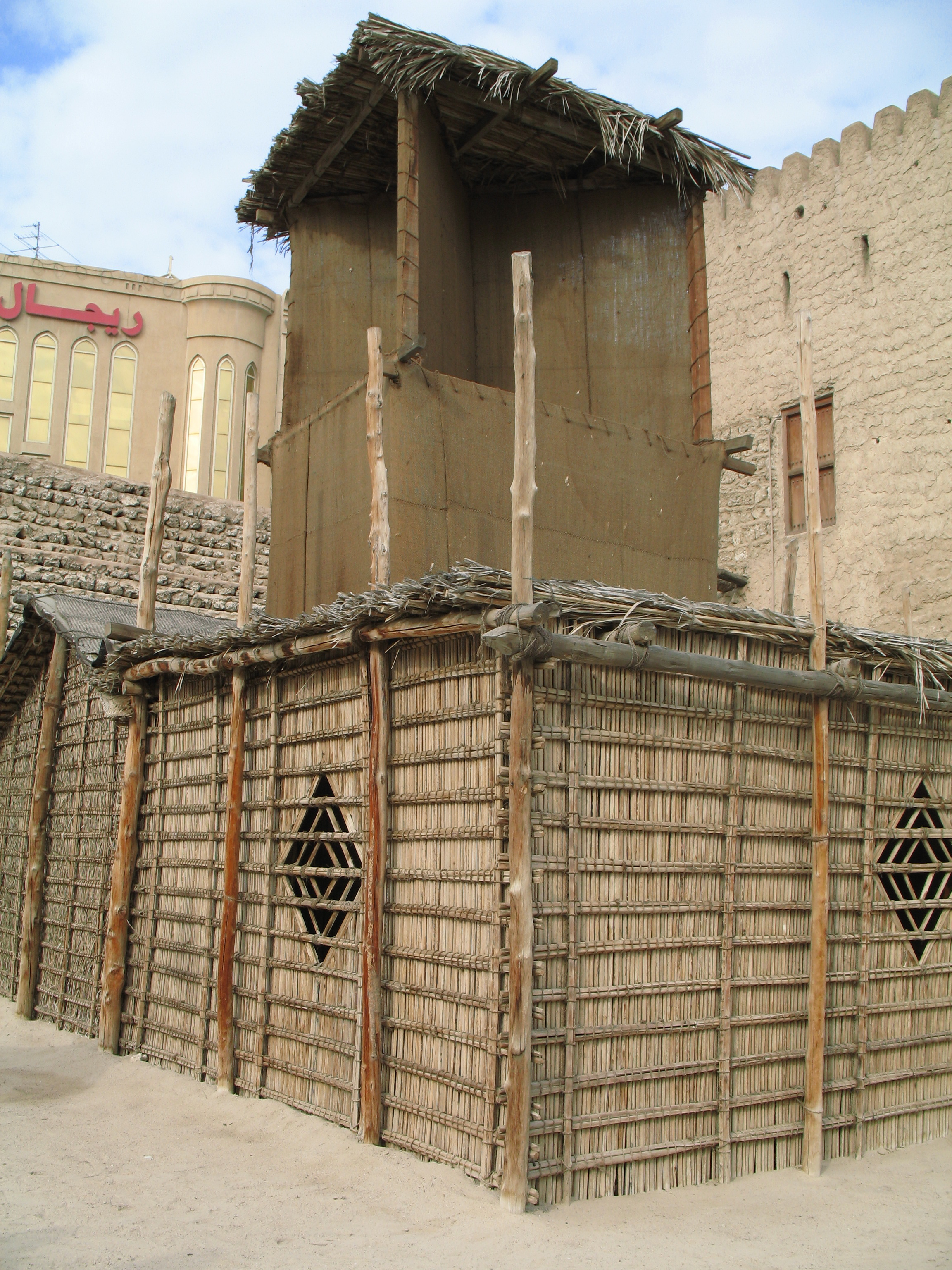
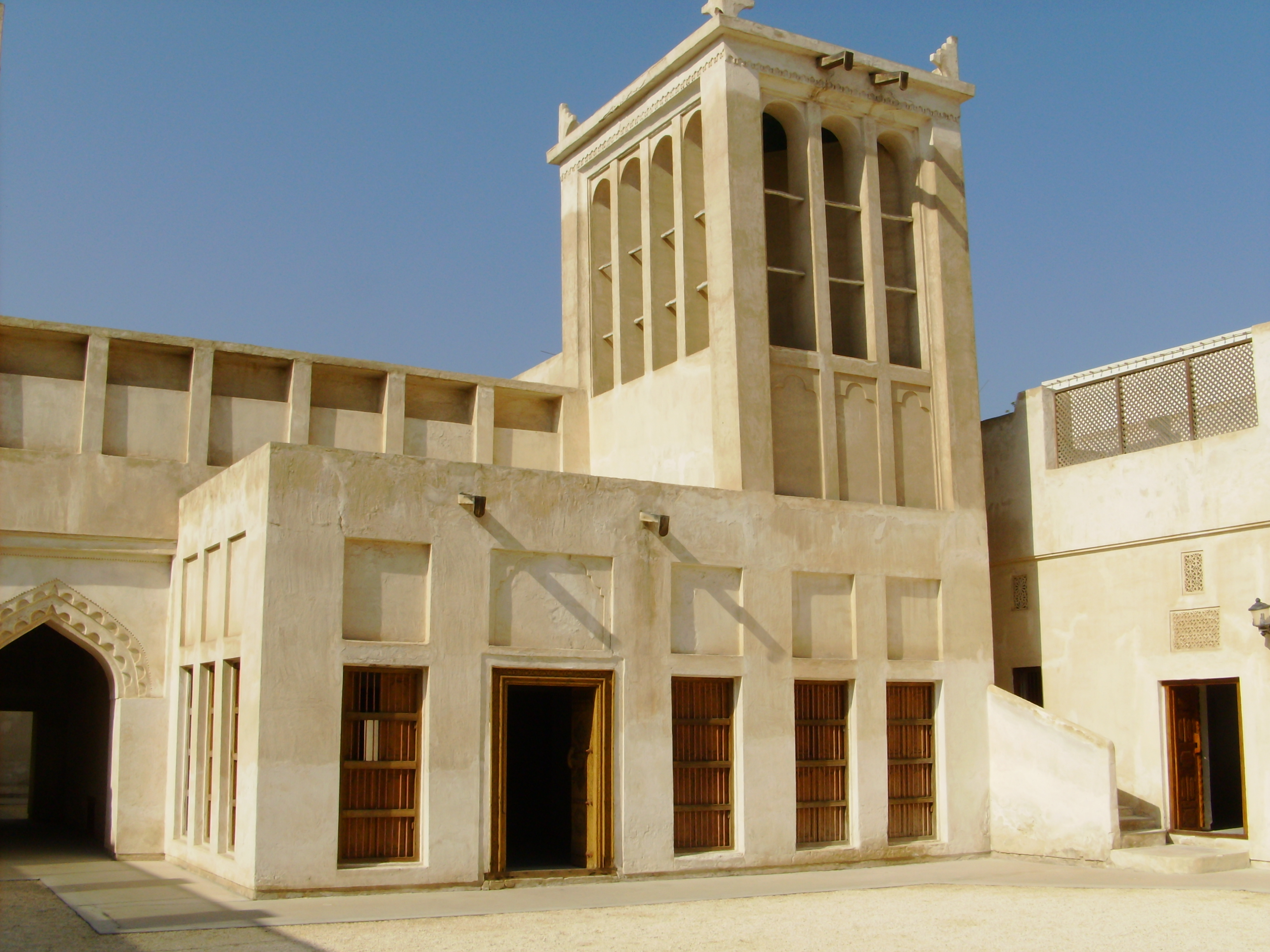
محرق (بحرین)، بحرین
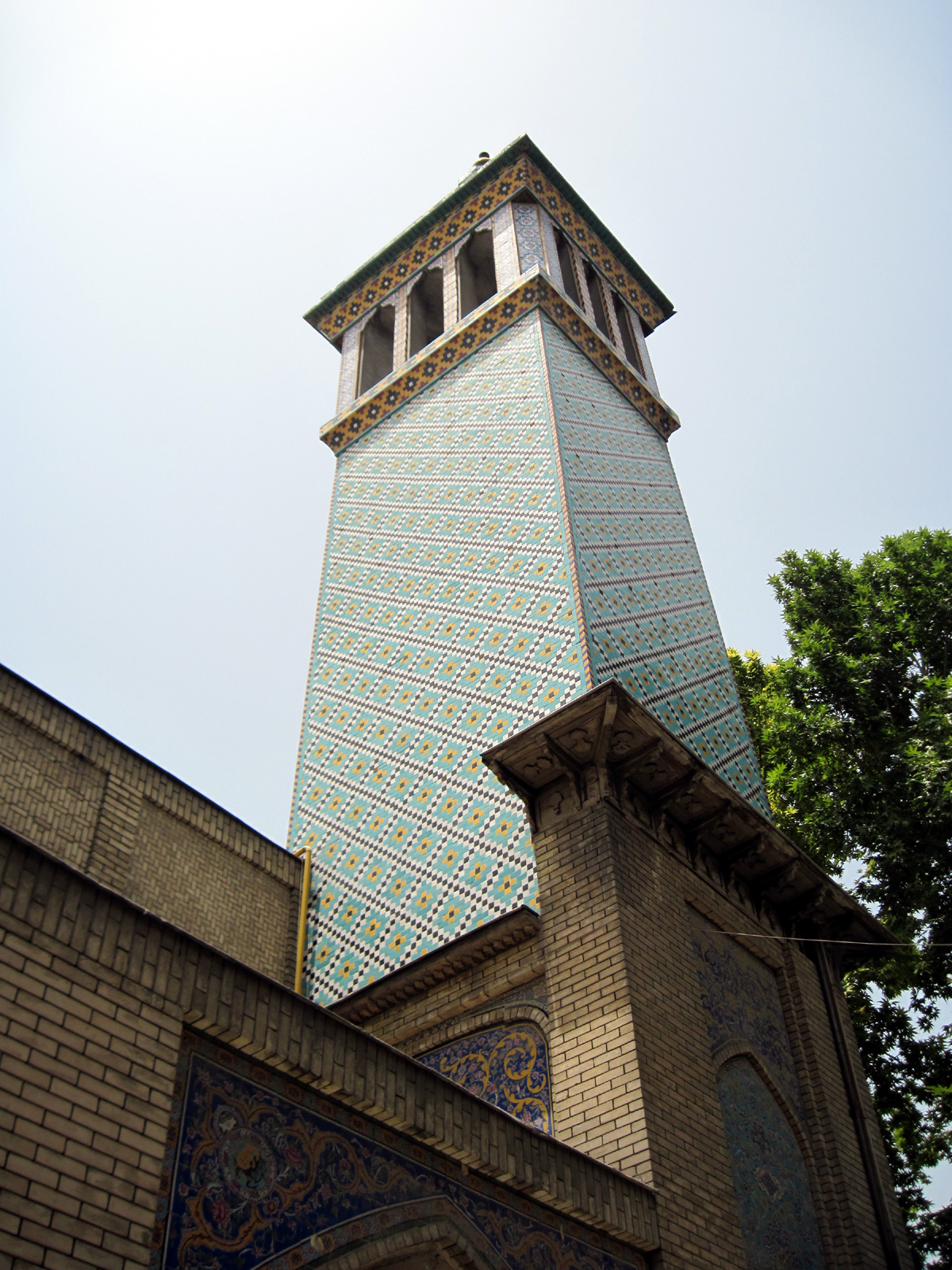
تهران
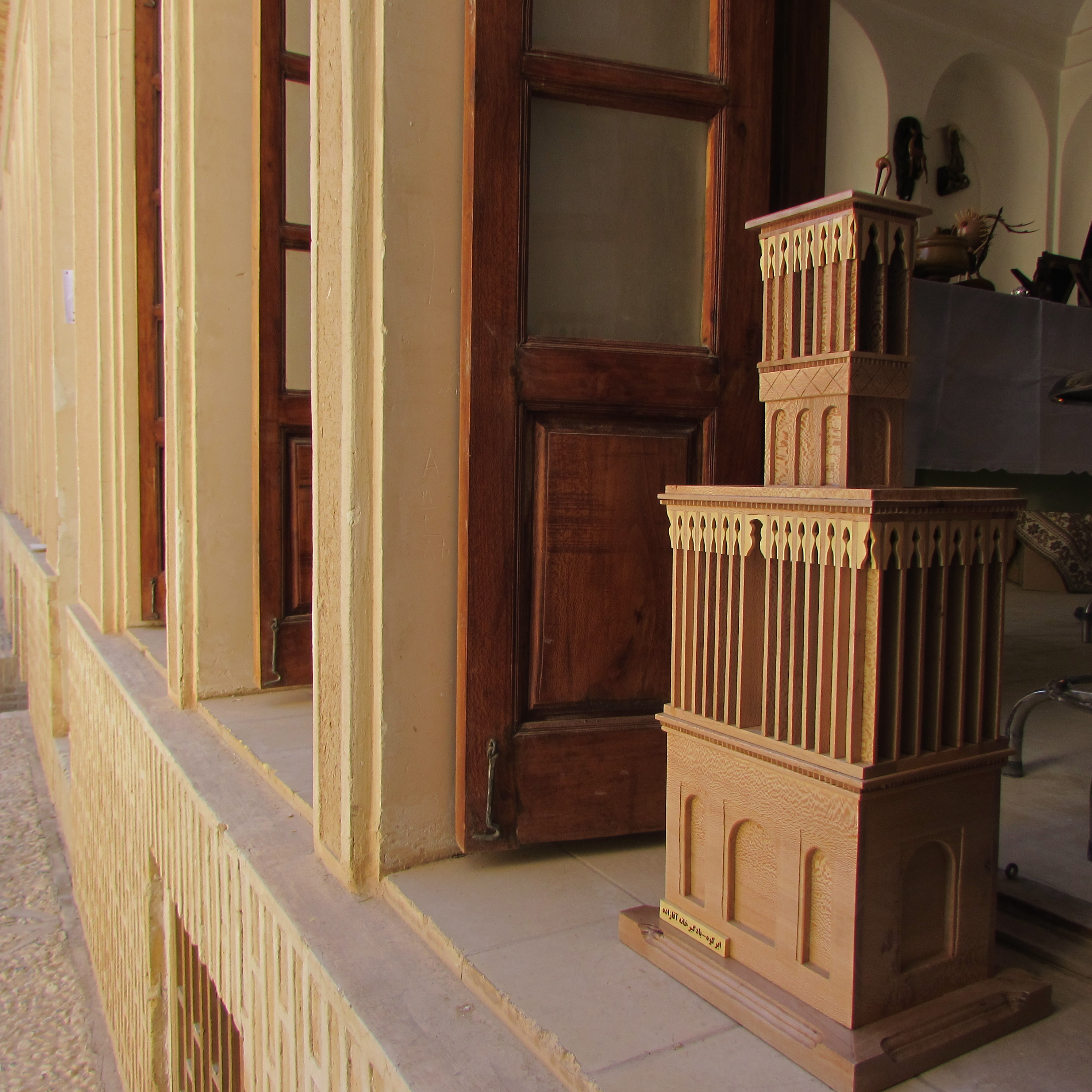
بادگیر دو طبقه ابرکوه
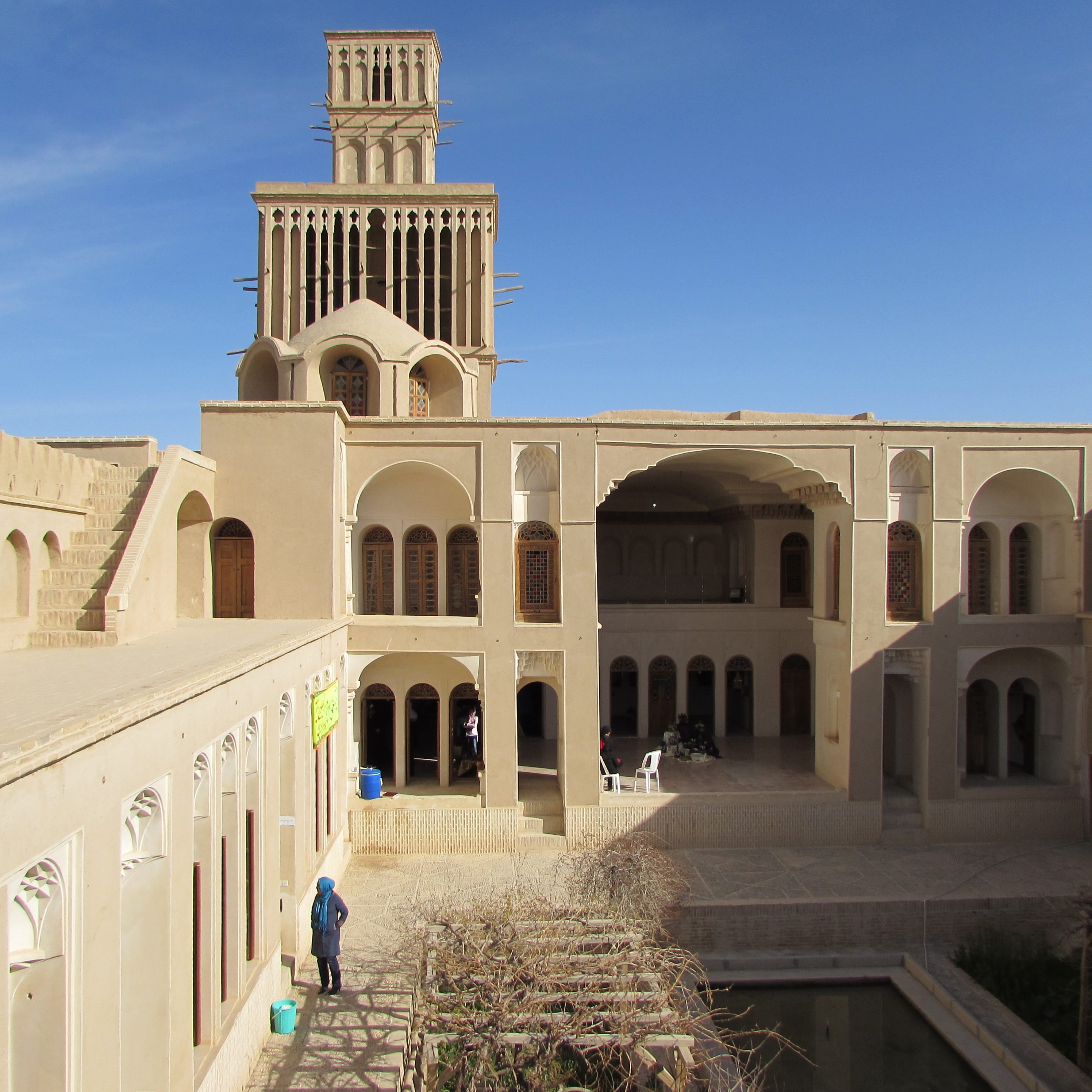
خانه آقازاده ابرکوه
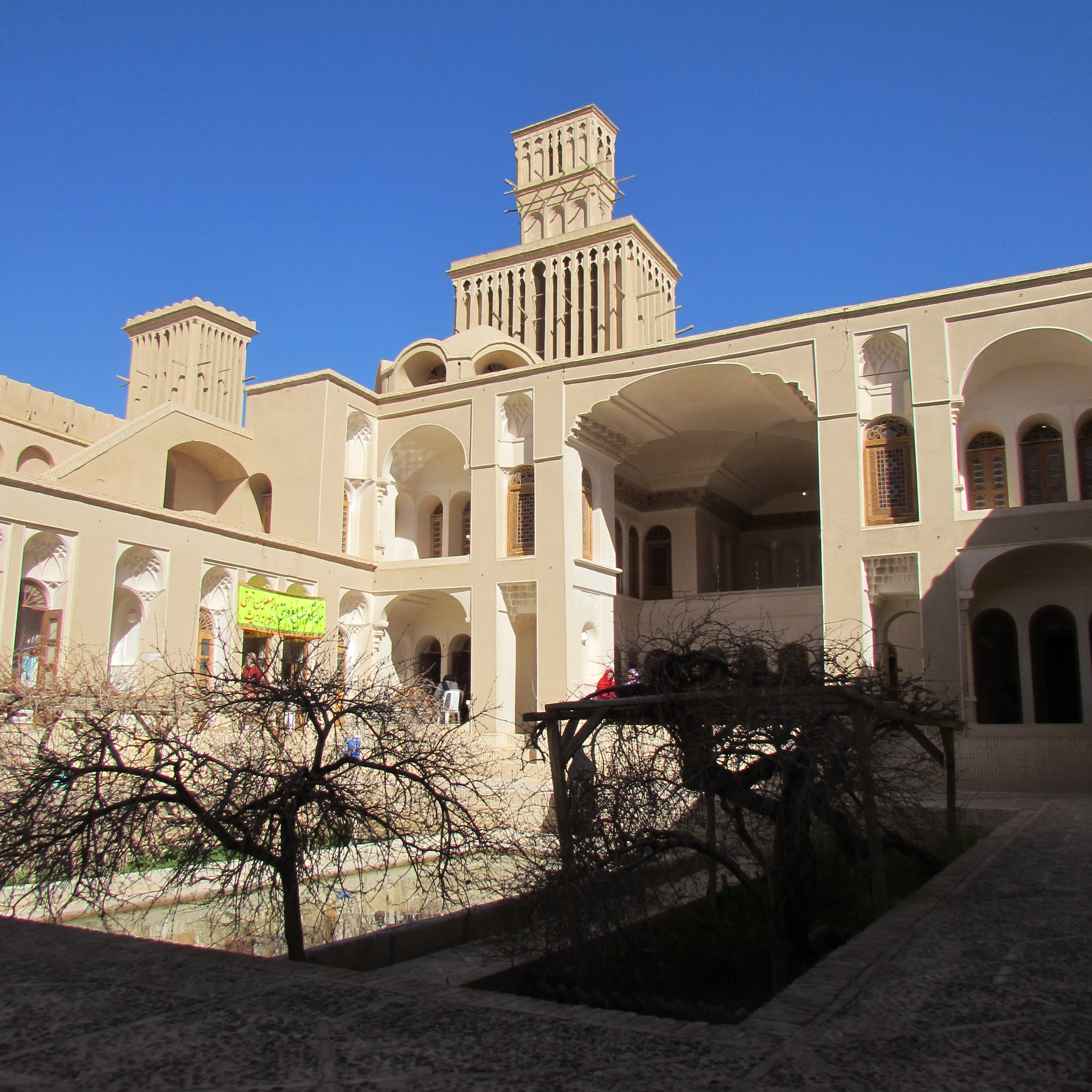
خانه آقازاده ابرکوه
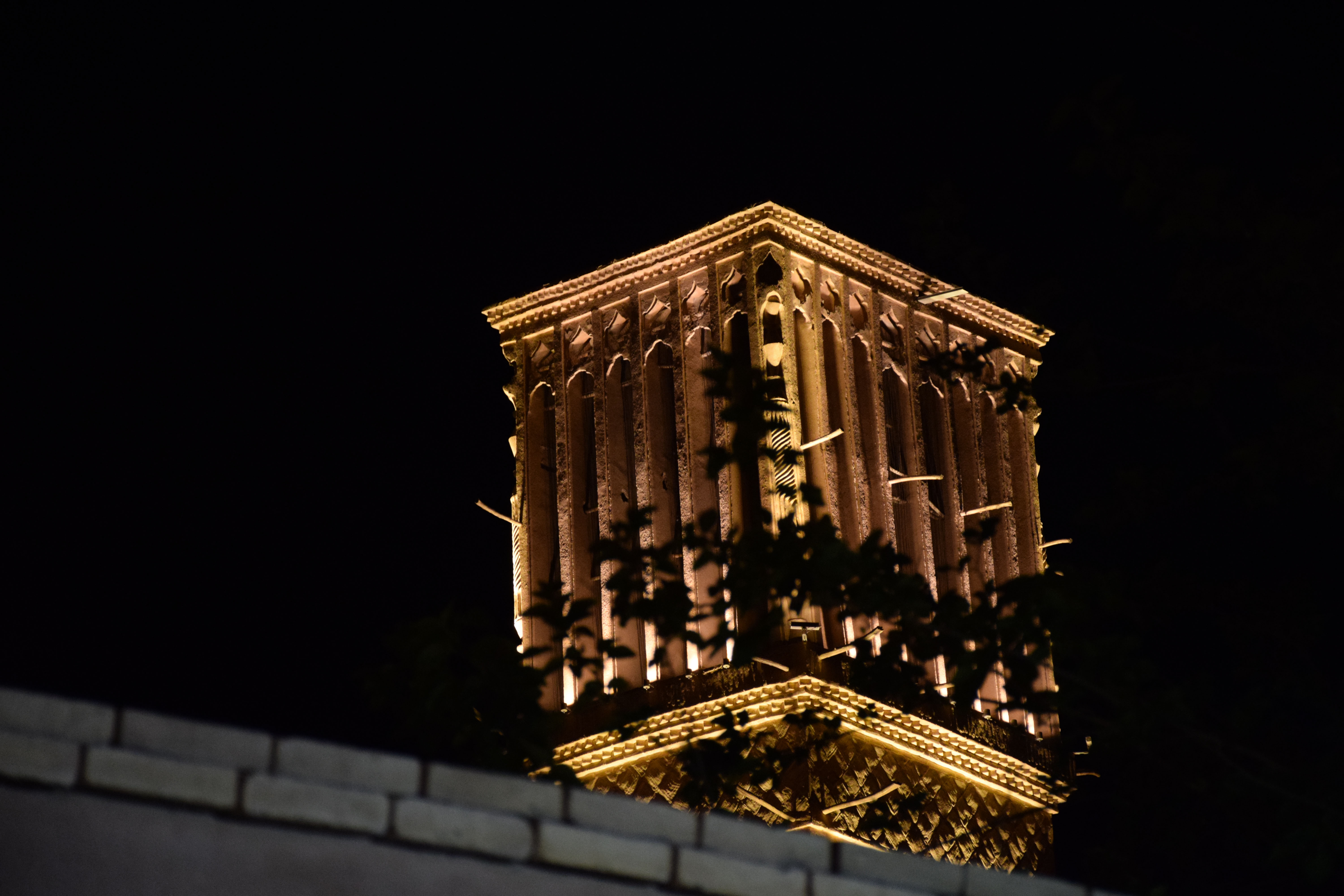
بادگیر عمارت باغ صدری
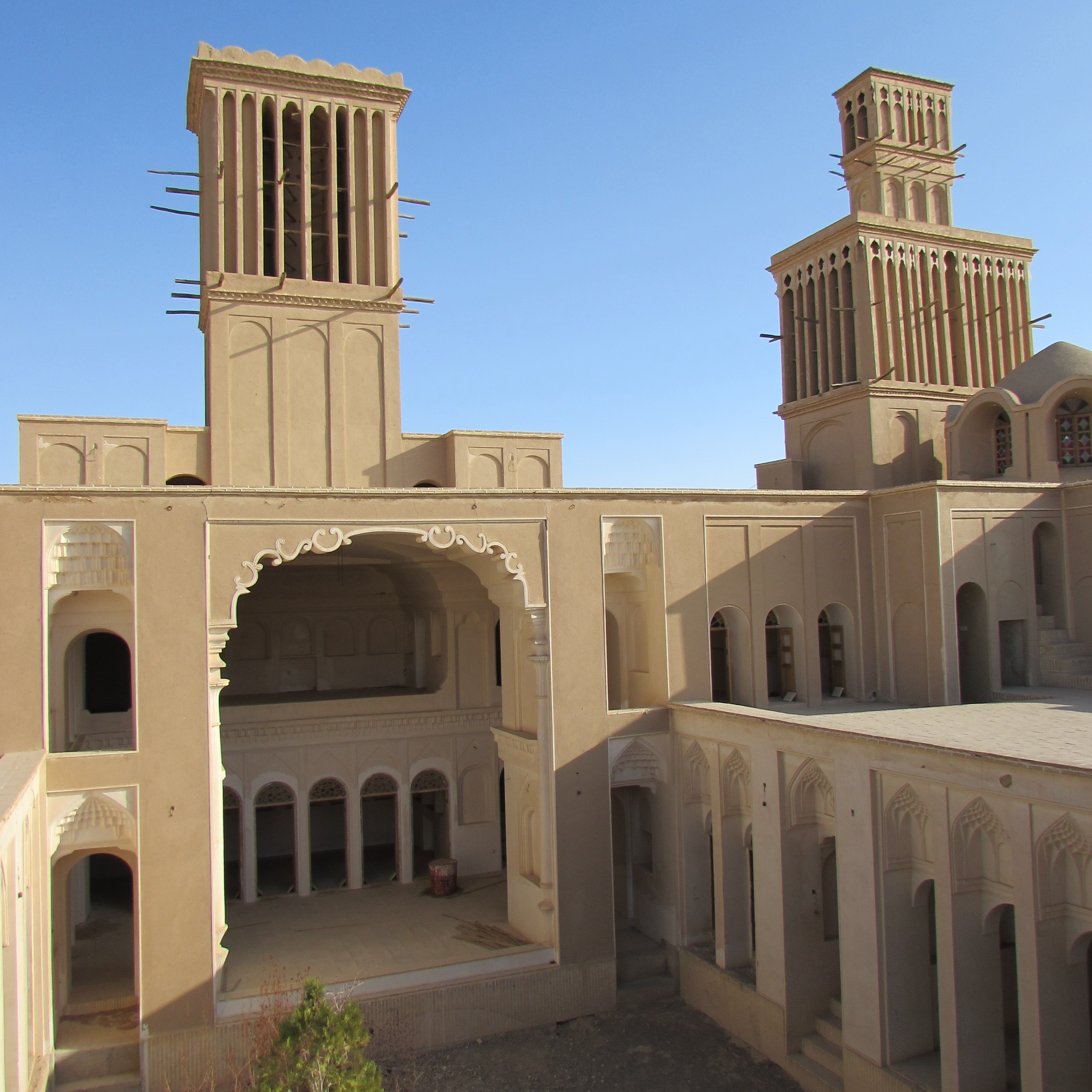
خانه سید علی آقا

## ثبت جهانی بادگیر
اوائل سال ۲۰۱۳ (میلادی)، امارات متحده عربی درخواستی رسمی برای ثبت جهانی بادگیر به نام این کشور را به یونسکو ارائه داد. بالغ بر یک سال بعد، سازمان میراث فرهنگی، صنایع دستی و گردشگری که ادعای کشور امارات را بی‌اساس دانسته و تنها خاستگاه این سازه را ایران می‌دانست نیز از تلاش خود برای تکمیل پرونده تاریخچه بادگیر در ایران و ارسال آن به یونسکو برای ثبت جهانی آن به نام ایران خبر داد.